# Башкин, Александр Иванович
Александр Иванович Башкин (25 декабря 1922, Пряхино, Тульская губерния — 14 августа 2011, Венёв, Тульская область) — лейтенант Рабоче-крестьянской Красной Армии, участник Великой Отечественной войны, Герой Советского Союза (1944).

## Биография
Александр Башкин родился 25 декабря 1922 года в деревне Пряхино (ныне — в Венёвском районе Тульской области) в крестьянской семье. После окончания средней школы работал в отделении Госбанка СССР. В 1941 году был призван на службу в Рабоче-крестьянскую Красную Армию. С июня 1941 года — на фронтах Великой Отечественной войны. Участвовал в боях на Западном, Воронежском, 1-м Украинском, 1-м, 2-м, 3-м Белорусском фронтах. Участвовал в Смоленском сражении, освобождении Украины, Белоруссии, Польши. К сентябрю 1944 года старший сержант Александр Башкин командовал орудием 436-го отдельного истребительно-противотанкового дивизиона 399-й стрелковой дивизии 48-й армии 1-го Белорусского фронта. Отличился во время форсирования реки Нарев.
На рассвете 4 сентября 1944 года Башкин в составе передовых стрелковых подразделений на лодках переправил своё орудие через Нарев в районе города Ружан (Польша). В ходе боёв за захваченный советскими войсками плацдарм Башкин участвовал в отражении немецких контратак, лично подбил три танка. Когда орудие Башкина было уничтожено, он продолжил вести огонь по противнику из личного оружия.
Указом Президиума Верховного Совета СССР от 18 ноября 1944 года лейтенант Александр Башкин был удостоен высокого звания Героя Советского Союза с вручением ордена Ленина и медали «Золотая Звезда».
В 1944 году вступил в ВКП(б). Войну закончил в Восточной Пруссии, под Кёнигсбергом. После окончания войны в 1945 году был уволен в запас. Проживал в селе Мордвес Венёвского района, работал уполномоченным в тресте «Росглаввторчермет». Умер 14 августа 2011 года.
Был также награждён орденами Отечественной войны 1-й и 2-й степени, орденом Красной Звезды, а также рядом медалей. Имя Башкина значится в золотом списке Героев Советского Союза Великой Отечественной войны в воинском почётном мемориале на Поклонной горе в Москве.